# العلاقات الإماراتية القرغيزستانية
العلاقات الإماراتية القيرغيزستانية هي العلاقات الثنائية التي تجمع بين الإمارات العربية المتحدة وقيرغيزستان.

## مقارنة بين البلدين
هذه مقارنة عامة ومرجعية للدولتين:
| وجه المقارنة                                              | الإمارات العربية المتحدة | قيرغيزستان                      |
| --------------------------------------------------------- | ------------------------ | ------------------------------- |
| المساحة (كم2)                                             | 83.60 ألف                | 199.95 ألف                      |
| عدد السكان (نسمة)                                         | 9.40 مليون               | 6.20 مليون                      |
| الكثافة السكانية (ن./كم²)                                 | 112.44                   | 31.01                           |
| العاصمة                                                   | أبو ظبي                  | بيشكك                           |
| اللغة الرسمية                                             | اللغة العربية            | اللغة الروسية، اللغة القيرغيزية |
| العملة                                                    | درهم إماراتي             | سوم قيرغيزستاني                 |
| الناتج المحلي الإجمالي (بليون دولار)                      | 382.58 مليار             | 7.56 مليار                      |
| الناتج المحلي الإجمالي (تعادل القوة الشرائية) بليون دولار | 640.72 مليار             | 20.45 مليار                     |
| الناتج المحلي الإجمالي الاسمي للفرد دولار أمريكي          | 40.44 ألف                | 1.10 ألف                        |
| الناتج المحلي الإجمالي للفرد دولار أمريكي                 | 67.67 ألف                |                                 |
| مؤشر التنمية البشرية                                      | 0.835                    | 0.655                           |
| رمز المكالمات الدولي                                      | +971                     | +996                            |
| رمز الإنترنت                                              | .ae، .امارات             | .kg                             |
| المنطقة الزمنية                                           | ت ع م+04:00              | ت ع م+06:00                     |

## منظمات دولية مشتركة
يشترك البلدان في عضوية مجموعة من المنظمات الدولية، منها:
| علم المنظمة | اسم المنظمة                        | تاريخ انضمام الإمارات العربية المتحدة | تاريخ انضمام قيرغيزستان |
| ----------- | ---------------------------------- | ------------------------------------- | ----------------------- |
|             | مؤسسة التنمية الدولية              | 23 ديسمبر 1981                        | 24 سبتمبر 1992          |
|             | يونسكو                             | 20 أبريل 1972                         | 2 يونيو 1992            |
|             | وكالة ضمان الاستثمار متعدد الأطراف | 20 أكتوبر 1993                        | 21 سبتمبر 1993          |
|             | الأمم المتحدة                      | 9 ديسمبر 1971                         | 2 مارس 1992             |
|             | الاتحاد البريدي العالمي            | ?                                     | ?                       |
|             | البنك الدولي للإنشاء والتعمير      | 22 سبتمبر 1972                        | 18 سبتمبر 1992          |
|             | منظمة التعاون الإسلامي             | ?                                     | ?                       |
|             | منظمة حظر الأسلحة الكيميائية       | ?                                     | ?                       |
|             | الاتحاد الدولي للاتصالات           | 27 يونيو 1972                         | 20 يناير 1994           |
|             | مؤسسة التمويل الدولية              | 30 سبتمبر 1977                        | 11 فبراير 1993          |
|             | منظمة التجارة العالمية             | ?                                     | ?                       |
|             | منظمة الشرطة الجنائية الدولية      | ?                                     | ?                       |

## وصلات خارجية
- موقع وزارة الخارجية الإماراتية
- موقع وزارة الخارجية القيرغيزستانية